# Erwin Thijs
Erwin Thijs (Tongeren, 6 augustus 1970) is een voormalig Belgisch wielrenner. In 1992 nam hij deel aan de wegwedstrijd op de Zomerspelen waarin hij niet finishte. Hij werd professional in 1993 en begon zijn carrière bij Collstrop. Vanaf 2006 reed hij voor Unibet.com, en daarvoor al twee jaar bij diens voorganger MrBookmaker.com. Eind 2007 is hij met wielrennen gestopt in zijn afscheidswedstrijd op 14 oktober. Later werd hij commentator bij Sporza.

## Overwinningen
1992
Eindklassement Circuit Franco-Belge
1993
Hel van het Mergelland
1994
Etappe Ronde van de Sarthe
1996
Brussel-Ingooigem
1997
4e etappe Circuito Montañés
1998
Ardense Pijl
2000
2e etappe Ster de Beloften
3e etappe Ster de Beloften
Puntenklassement Ster de Beloften
Ronde van Limburg
3e etappe Dekra Open
2001
GP Eugeen Roggeman
2002
4e etappe in de Ronde van het Waalse Gewest
Stadsprijs Geraardsbergen
2003
Flèche Hesbignonne-Cras Avernas
2004
GP Beeckman
2005
4e etappe in de Ster Elektrotoer
2006
Colliers Classic
6e etappe Vredeskoers
Flèche Hesbignonne-Cras Avernas

## Resultaten in voornaamste wedstrijden
| Jaar | Gent-Wevelgem | Ronde van Vlaanderen | Parijs-Roubaix | Amstel Gold Race | Luik-Bast.‑Luik | Parijs-Brussel | Parijs-Tours | Brabantse Pijl |
| ---- | ------------- | -------------------- | -------------- | ---------------- | --------------- | -------------- | ------------ | -------------- |
| 1995 |               | 94e                  |                |                  |                 |                | 44e          |                |
| 1996 | 32e           |                      |                |                  |                 | 70e            | 145e         | 7e             |
| 1998 |               |                      |                |                  |                 | 15e            | 93e          |                |
| 1999 |               |                      |                |                  |                 | 45e            |              |                |
| 2000 |               | 56e                  |                |                  |                 |                |              | 11e            |
| 2001 |               |                      |                |                  |                 | 23e            | 116e         |                |
| 2002 |               | 54e                  |                |                  | 107e            | 105e           |              | ↑              |
| 2003 |               |                      |                |                  |                 |                |              | 64e            |
| 2004 |               | 67e                  | 71e            | 55e              | 90e             |                | 89e          | 26e            |
| 2005 |               | 85e                  | 13e            | 82e              |                 | 48e            | 161e         | 33e            |
| 2006 |               |                      | 111e           | 106e             |                 | 71e            |              | 40e            |
| 2007 |               |                      |                |                  |                 |                |              | 81e            |

Beelen ·  
Biets · 
Botteldoorn ·
Bouillon ·
Coppens ·
Dauwe ·  
De Muynck ·   
Desbiens ·
Dexters ·
Eeckhout ·
Evenepoel ·
Haghedooren ·
Heynderickx ·
Huygens ·
In 't Ven ·
Lacressonnière · 
Lapage ·
Melsen · 
Pattyn · 
Peers · 
Strouken · 
Verbeken ·
Wampers · 
Willems ·
Windels · 
Wynants · 
Corvers (stagiair) ·
Thijs (stagiair)
Biets · 
Bouillon ·
Coppens ·
Corvers ·
Dauwe ·  
De Muynck ·   
Dexters ·
Eeckhout ·
Enthoven ·
Evenepoel ·
Feys ·
Goessens ·
Haghedooren ·
Heynderickx ·
In 't Ven · 
Lapage ·
Lodge ·
Nottebart ·  
Peers · 
Redant ·
Stumpf · 
Thijs · 
Van Brabant · 
Van Itterbeeck ·
Verbeken ·
Verstrepen · 
Willems
van Aert ·
van den Akker ·
Biets · 
Coppens ·
Corvers ·
De Clercq ·   
De Wilde ·  
Eeckhout ·
Evenepoel (tot 30/06) ·
Fleischer ·
Haghedooren ·
Heynderickx ·
Lapage ·
Moermans · 
Peers · 
Piątek · 
van der Poel ·
Streel ·
Szostek · 
Thijs · 
Van Lancker · 
Van Itterbeeck ·
Van Slycke ·
Veenstra ·
Verbeken ·
Verstrepen · 
Francois (stagiair) · 
Vandaele (stagiair)
De Buyst · Feys · Gerits · Nevens · Patry · Roes · Roosen · Steels · Thijs · van Brabant · Van Lommel · Vansevenant · Verheyen · Verstrepen · Vervoort · Aerts (stagiair) · Renders (stagiair) · Stremersch (stagiair)
Aerts · Baguet · De Buyst · D'Hollander · Feys · Gerits · Patry · Renders · Roosen · Stremersch · Thijs · Van Bondt · Vansevenant · Verheyen · Verstrepen · Baeyens (stagiair) · Laitem (stagiair) · Roesems (stagiair)
Aerts · D'Hollander · Gerits · Moons · Renders · Roesems · Roosen · Stremersch · Thijs · Van Bondt · Van de Wouwer · Van Lancker · Vanfrachem · Vansevenant · Verheyen · Verstrepen · Cretskens (stagiair) ·
 Laitem (stagiair) · Vermaut (stagiair)
Cretskens · D'Hollander · Gerits · Hoste · Renders · Roesems · Stremersch · Thijs · Trouvé · Van Lancker · Vanfrachem · Vansevenant · Vereecke · Vermaut · Verstrepen · Wuyts
Berden · Cretskens · Daniels · De Schoenmaecker · Demeyere · Gerits · Guns · Huvaere · Leukemans · Schoonacker · Stremersch · Theunis · Thijs · Trouvé · Van Den Abeele · Van Roosbroeck · Vannoppen · Vereecke · Vidts
Aernouts · Baeyens · Becker · Bracke · Cali · E.De Clercq · De Groote · De Meester · De Peuter · Detilloux · Hammond · Janssens · Lapage · Lernout · Masschelein · Omloop · Pankov · Pauwels · B.Scheirlinckx · S.Scheirlinckx · Streel · Thijs · Trouvé · Van Petegem · Virbickas · Wuyts · Dekkers (stagiair) · Penne (stagiair) · Vanhoudt (stagiair) 
Baeyens · Becker · Bracke · Commeyne · Daelman · E.De Clercq · M.De Clercq · De Groote · De Meester · De Smet · Hammond · Leukemans · Leysen · Omloop · Pauwels · Penne · Roesems · S.Scheirlinckx · Thijs · Trouvé · Van Dyck · Vanderaerden · Vannoppen · Vansevenant · Vermaut · Wuyts · Roland (stagiair) · Vanhoudt (stagiair) 
Commeyne · Daelman · M.De Clercq · De Groote · De Smet · De Waele · De Wolf · Hammond · Koehler · Lembo · Leukemans · Omloop · Pauwels · Penne · Roesems · Roodhooft · Thijs · Trouvé · Van Dyck · Vanderaerden · Vanhaecke · Vannoppen · Wuyts · Barras (stagiair) · De Schrooder (stagiair) · Hovelijnck (stagiair) 
Castresana · Coenen · Commeyne · Day · De Clercq · De Smet · Gabriel · Hammond · Hunt · Koehler · Lembo · Leukemans · Omloop · Planckaert · Renders · Roodhooft · Thijs · Trouvé · Van de Wouwer · Vandenbroucke · Vanderaerden · Vanhaecke · Vannoppen · Wuyts · Duyck (stagiair) · Habeaux (stagiair) · Steenbergen (stagiair)
Boucher · Bouquet · Castresana · Coenen · Commeyne · Day · Gabriel · Gardeyn · Hunt · Laidoun · Omloop · Paumier · Planckaert · Pronk · Renders · Roodhooft · Šimůnek · Thijs · Traksel · Trouvé · Van de Wouwer · van Dijk · Vandenbroucke · Vanderaerden · Vanhaecke · Vannoppen · Wuyts · De Gruyter (stagiair) · De Leener (stagiair) · Suray (stagiair)
Boucher · Bouquet · Bruylandts · Castresana · Coenen · Cooke · Domínguez · Gabriel · García Quesada · Gardeyn · Hunt · Ljungblad · Omloop · Pasamontes · Pronk · Renäng · Serpellini · ten Dam · Thijs · Traksel · Van de Wouwer · Vandenbroucke · Wilson · Zanotti · Bak (stagiair) · Jacobs (stagiair) · Vandenbergh (stagiair)
Chatoentsev · Carrara · Casper · Cooke · Coyot · Criel · Eichler · Gardeyn · Gołaś · Hunt · Jacobs · Kolesnikov · Larsson · Ljungblad · Pasamontes · Peña · Pronk · Rujano · Scheuneman · Suray · ten Dam · Thijs · Urán · Vandenbergh · Vinther · Wilson · Zanotti · Bideau (stagiair) · Persson (stagiair) · Van Der Schueren (stagiair)